# エフエムみしま・かんなみ

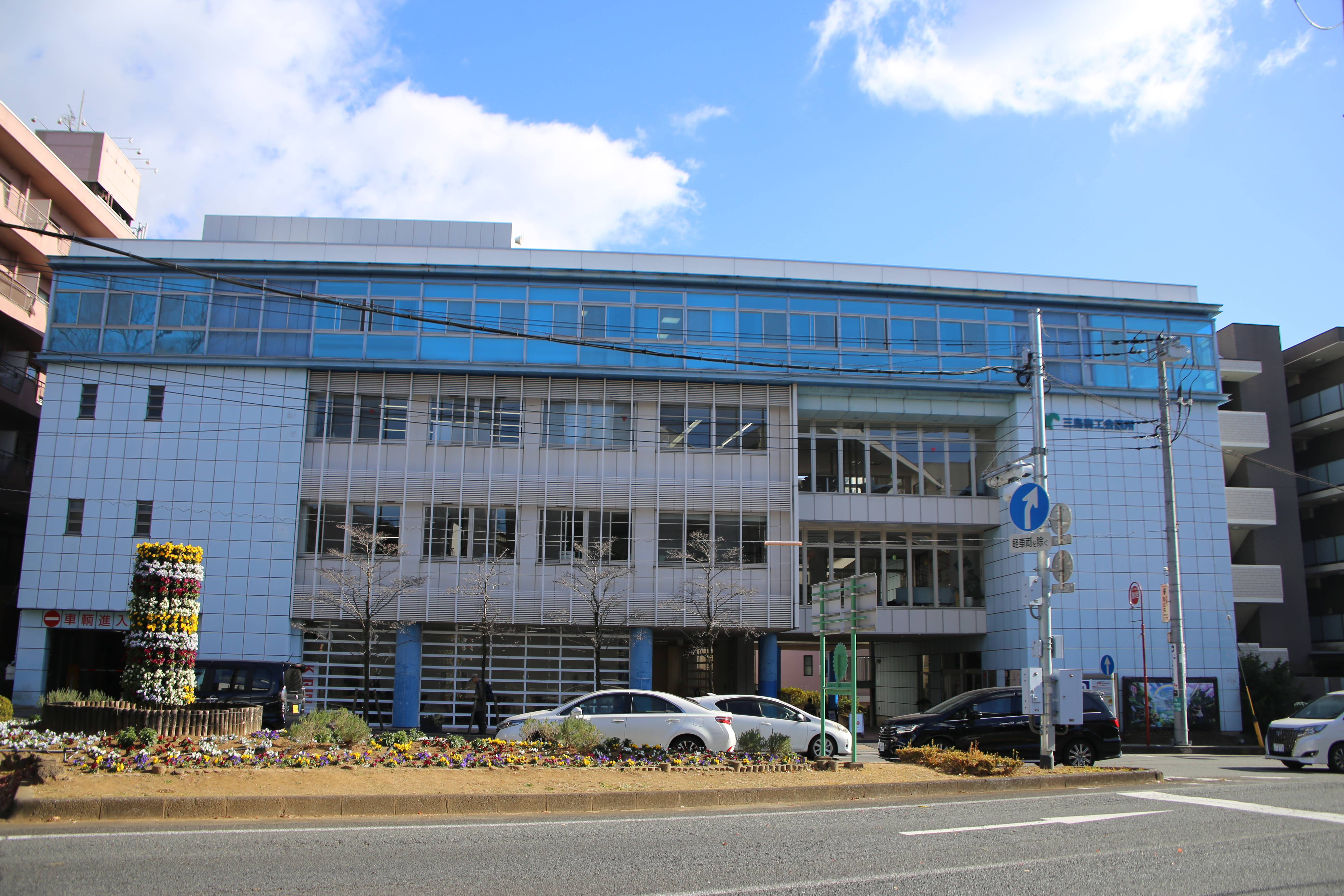
三島商工会議所

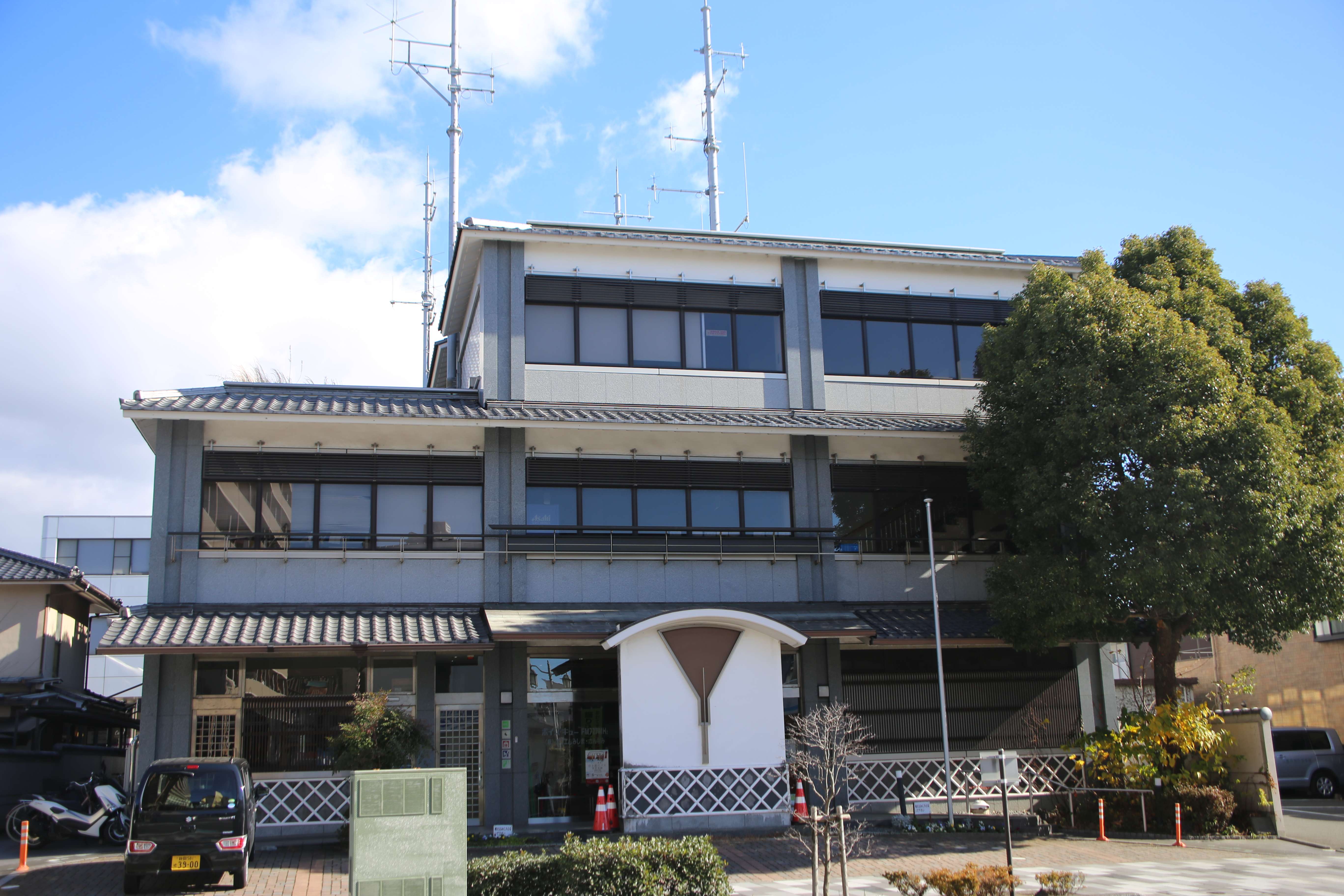
三島市役所 大社町別館

株式会社エフエムみしま・かんなみは、静岡県三島市にあるコミュニティFM局。愛称は「VOICE CUE（ボイス・キュー）」。代表取締役社長は、元静岡放送アナウンサーの伊藤圭介（2025年5月23日～）。

## 概要
三島市、田方郡函南町、静岡新聞、静岡放送、三島信用金庫、伊豆箱根鉄道などの出資で設立した株式会社である。基本的に愛称の「VOICE CUE」の名が使われており、正式名のエフエムみしま・かんなみの名が使われることはあまりない。
設立のきっかけは1995年（平成7年）に発生した阪神・淡路大震災で、この教訓を活かし緊急災害時の情報局としての役割も担う事が狙い。このため、災害時には通常放送の番組を中断して非常災害情報を送信する。1997年に県内3局目・県東部では初のコミュニティFM局として開局した。
日曜深夜も含めた24時間放送で、自社制作番組以外の時間帯は、ミュージックバードの番組を放送。
2015年4月1日よりJCBAインターネットサイマルラジオに参加し、インターネットでの聴取が可能である。

## 主な自社制作番組
月 - 木
- Fresh Morning（7:00 - 9:00）
- ukiukiワイドももいろクラブ（12:00 - 14:00）
- Lounge Cue（16:00 - 19:00）

月
- 桜井奈津とおにおにのロングライド（19:00 - 20:00）
- 米田拓史の妄想運営塾

火
- 女子会においでよ/楽しいよ（第2週 19:00 - 19:30）
- キャンパスクラブふぃーるどパニック - 2021年3月で終了。三島にキャンパスのある日本大学国際関係学部の学生が中心となって制作された番組で、同局の最長寿番組だった。

水
- ラップの言いたい放題!（第1・第3週 19:00 - 19:30）
- さこリッチの水曜焼肉おじさん（19:30 - 20:00）

木
- ママ夢ラジオ 三島[4]（第3週 11:30 - 12:00）
- みずどん!（19:00 - 20:00）
- 三ツ沢グッチの今夜も舌好調!（20:00 - 20:30）
- COCOAのラジオ（20:30 - 21:00）

金
- 大西涼太郎のくっちゃべるラヂオだら（7:00 - 9:00）
- Colorful Avengers!（12:00 - 14:00）
- イベントホールinfomation（第2・4週 15:00 - 16:00）
- シン・今昔ちゃんねるw（16:00 - 18:30）
- 宝島大作戦（18:30 - 19:00）
- ユリオカ超特Qのらっしゃい!Radio!（19:00 - 20:00）
- ミシマのMY HOME TOWN RADIO（20:00 - 20:30）
- お酒をのめばいいじゃない（20:30 - 21:00）
- 愛 LOVE 探偵局 NEW スーパー DX[5]（21:00 - 22:00）
- 金獣（第2・4週 22:00 - 22:30）
- ほんなるチャンネル（仮）（第2・4 22:30 - 23:00）

土
- WEEKENDナチュラル♪（9:00 - 12:00）
- おつまみちょ〜だい2[6]（19:00 - 19:30）

日
- いっち りーな サンデー（9:00 - 10:00）
- わんダフル ニャンDay（10:00 - 10:15）
- 池内ひろしと南洋星のよ～いじゃないBox・森のカフェ（第2・4週 10:30 - 11:00）
- みんなあつまれ! ワクワクサワー（11:00 - 12:00）※自社をキー局に全国放送番組
- きゅんです!サイエンス[7]（12:00 - 12:30）- 2019年7月よりミュージックバードによる全国放送（2021年4月より 水 2:30 - 3:00）[8]が開始され、ボイス・キューでも再放送枠として放送されている。2023年4月より「サイエンスNOW」から改名。

### ボイス・キュー スポーツスペシャル
- 三島市に本拠地を置くSVリーグチーム、東レアローズ静岡を筆頭に、地元のスポーツチームや選手などを（プロ・アマとも）紹介していた番組。2008年4月改編より、「すまいるトレイン777」（のち「どんどん土曜日」に変更）内での放送となっていたが、2012年4月改編をもって終了した。
- 特別番組として、2005年より中継が行われるようになった東レアローズのリーグ公式戦（三島市民体育館で開催の試合のみ）や、夏の高校野球静岡大会（可聴エリアの三島南高校や韮山高校などの地元校が出場する試合で、試合会場が愛鷹球場や裾野球場の場合のみ）の中継が行われることがあるが、この場合には、番組タイトルに当初『スポーツ大好き!スペシャル』の冠が付けられていた。現在は『ボイス・キュー スポーツスペシャル』と変更されている。

### 番組に関する補足事項
各ワイド番組内で、三島市、函南町と周辺自治体の広報コーナーが放送されている。
- 三島市「インフォメーションみしま」「インフォメーションみしま クローズアップ」
- 函南町「インフォメーション函南」
- 清水町「わくわくインフォメーション」
- 長泉町「長泉インフォメーション」
- 裾野市「インフォメーションすそのん」

## 補足・エピソード等

### 局関連
- ボイス・キューの『キュー』本来の意味は、「Community Unit Emotion」（「地域の感動を一緒に」）の頭文字（CUE）である。
- 一時期、大社町のスタジオとは別に、サテライトスタジオが三島大通り商店街Via701内にあった。
- 2006年6月1日に出力が、開局当時の10Wから20Wへと増強されている。
- 社団法人静岡県ニュービジネス協議会（SNBC）の協力により作られたウェブサイト「富士-伊豆地域密着情報サイト『FUU-IZU』」との連動で、地域情報の発信に力を入れている模様[9]。ちなみに、ボイス・キューは東部部会の位置付けとなっている。
- 2015年10月から、東京都の株式会社アイダスが開発した防災情報の自動音声速報システムを導入した。生放送が行われていない夜間・早朝などでも気象庁からの速報を受け、自動で災害情報を放送する。同システムの導入は静岡県内のコミュニティFMでは初[10]。
- 「ラジオ番組表2016年秋号」（三才ブックス刊）で実施の『2016年好きなDJランキング/コミュニティ部門』で「ウエ七」の植田・上藤コンビが全国3位に輝いた（ボイス・キューの冊子版番組表Vol８のp15に詳報が掲載）。
- 2020年11月26日、当局の契約スタッフ1名に新型コロナウイルスの感染が確認された。その結果、全スタッフ・従業員に対するPCR検査とスタジオ等の消毒作業の関係上通常放送を返上し、全時間帯をPCM放送（MUSIC BIRD）に切り替えた[注 1][11]。11月29日、その他のスタッフへの罹患等はなく、スタジオ等の消毒作業を終え、通常編成へ戻しても支障がないと判断したことから12月1日の『Fresh Morning』より通常編成へ復帰した[12]。

## 他局との連携
- ボイス・キューとCOAST-FM、Radio-fの静岡県東部に属するコミュニティFM局（3局）間で「中域防災ブログ」[13]を立ち上げている。これ以外では、他のコミュニティFMとの提携はあまり見られないが、静岡放送（SBSラジオ）と静岡県内のコミュニティFM各局をネットする防災特番が年に数回放送される（なお、防災特番はSBSラジオと静岡県内のコミュニティFM共同制作である）。

- 2011年よりラジオ日本の音声素材を使用し、箱根駅伝の生中継が行われていた（2021年時点、往路・復路とも）。インターネットサイマルではMUSIC BIRDに切り替え。『A Happy New Year Voice Cue & 箱根駅伝』として編成し、ラジオ日本が放送を開始する7:50までと11:30 - 11:59はVOICE CUEからニュース・天気・交通情報や地元企業の祝賀挨拶を放送する。2022年以降は、中継を見送っている。一部では、聴取エリア内の日本大学の不出場が影響しているとの意見もあるが詳細は不明[14]。

- 静岡朝日テレビの『とびっきり!しずおか』2015年5月4日放送の「ジモテン」（この回は三嶋大社周辺を紹介）において、第6位（三島市役所大社町別館）でボイス・キューも紹介された[15]。

- 2014年10月 - 12月にTBSテレビ制作にて放送されたテレビドラマ「ごめんね青春!」に、架空のコミュニティ放送局として「みしまエフエム」が登場したが、劇中でVOICE CUEで実際に放送されているジングル（オリジナルでは三島市役所からの情報番組を三島市観光協会の情報番組のテーマ曲として）が使用された。[要出典]

- 2016年4月3日から浜松エフエム放送（FM Haro!）の制作で、エフエム御殿場（富士山GOGOエフエム）との3局ネットで『美味しい情報まるかじり! THEフルーツサンデー』を放送した。ただし、前の2局とは放送時間が異なり、特段の交流もないまま同年9月にネットが打ち切られた[16]。

- 三島田方法人会青年部会30周年記念事業の一環として、2018年10月20日に道の駅伊豆ゲートウェイ函南で開催の『ストーリizu～みんなで繋げる未来のカタチ～』にて、後発局であるFMいずのくに（伊豆の国市）・FM IS（伊豆市）との3局同時生放送を実施した。しかし、土曜・日曜の午後に自社制作番組をほとんど持たないボイス・キューは、午前中に正味一時間しか番組に参加できなかった。

- 2019年10月 - 12月にSBSラジオ『聴くディラン』制作の「駿河湾フェリーで行く! ラジオクルーズ」を、静岡県内12のコミュニティFM局の1局として放送（「Fresh Morning」水曜の9:30から）した。

- 2021年11月、静岡県のコミュニティFM全12局が連携して「やさしい日本語」のラジオ番組『やさしい日本語を使おう～やさ日（にち）ラジオ～』[17]を制作し、11月4日 - 19日の平日に放送。ボイス・キューでは期間中の9時から、通常はミュージックバードの配信番組の時間に放送。また、9日は同局で制作した番組を放送。

- 2022年6月21日放送の「news every.しずおか」（静岡第一テレビ）内の「ホットピ!」にて、毎月第三木曜日の11時半から放送の「ママ夢ラジオ 三島」が紹介された[18]。

- 同年10月17日付静岡新聞17面「ワイドしずおか」の伊豆・東部欄にて「ukiukiワイド ももいろクラブ」内のコーナー「助産師ただちゃんのこんな声ですみません」（毎月第1・3水曜日、午後1時15分から）が紹介された[19]。

- 伊豆市、伊豆の国市、函南町などの広報担当者でつくる田方広報研究会[注 2]は、3市町が発行する広報紙の2024年2月号に、合同で編集した共通記事を掲載した。エフエムイズ、FMいずのくに、ボイス・キュー3局のパーソナリティが、役割やお薦め番組などを対談形式で紹介した。また同年3月20日（春分の日）に道の駅伊豆ゲートウェイ函南にて行われる「伊豆地域コミュニティFM3局『令和6年能登半島地震チャリティ番組』の公開収録について告知した[20]。なお、収録した番組は3月下旬に3局で放送されたほか、石川県七尾市のコミュニティFM「ラジオななお」でも放送された。

## 関連人物
主に静岡県内において、知名度がある人物のみ掲載。
なお、下記に挙げる人物はそれぞれ番組を持っている（あるいは持っていた）。「」は番組名。
- 国会議員
  - 斉藤斗志二 - 元・国会議員。「サンデーZIMOトーク」
  - 細野豪志 - 国会議員。 「宝島大作戦」
  - 土田博和 - 元・国会議員。 「宝島大作戦」（細野豪志の政務多忙による代理出演）
  - 坂本由紀子 - 元・国会議員。 「土曜広場」
- 静岡県議会議員
  - 小野登志子 - 伊豆の国市長（在任：2013年 - 2021年）。 「やっさか放送局」「やっさか談話室」「やっさかレポート」
  - 豊岡武士 - 三島市長  「豊岡たけしのせせらぎトーク」「豊岡たけしのWe loveみしま」
  - 遠藤行洋 - 静岡県議会議員[注 3]。「おしゃべり革命〜トークレボリューション〜」
- タレント・モデル等[注 4]
  - 影山のぞみ - 2008年4月まで静岡県内コミュニティFMネット及びエフエム甲府を通じて、フットサル関連番組「Bonita! Futsal」を担当していた。
  - 安藤晴美 - ボイス・キュー所属パーソナリティの一人。「ukiukiワイド ももいろクラブ」火曜日および水曜日を担当。2011年2月から4月まで代打で「みずどん!!」も担当。2007年3月29日までは『あんどうなつ』名義で「The Voice」も担当していた。
  - カズ&アイ - 吉本興業所属の若手お笑い芸人コンビ。2001年7月から2004年5月31日まで伊豆・三津シーパラダイスにおいて、吉本興業プロデュース『お笑いアシカショー』でアシカと芸をする芸人『アシカ軍団』のメンバーとして活躍。ショーの終了にともない、メンバーの一員だった瀬尾和寿と上村愛の二人により同年6月に結成。ボイス・キューには『アシカ軍団』時代から担当番組を持っていたが、諸般の事情（瀬尾の不祥事による引退など）により、2015年4月4日をもってコンビ解消。
  - 金田爽 - FREAK ENTERTAINMENT所属の女優・歌手。土曜日18:00 - （のち日曜日11:00 - ）放送の「金田爽のワクワクサワー」のメインパーソナリティーを2018年3月まで担当。同番組は、2005年の放送開始時からネットするも諸事情により一時休止、2016年4月からネット中継を再開。
  - あいぜっちゅー - 2014年に結成された静岡県伊豆地方発ダンスボーカルユニット。メンバー全員が伊豆市出身。ユニット名は伊豆のアルファベット表記（IZU：アイ・ゼット・ユー）に由来。2018年4月から2022年3月まで、第1・3・5週火曜日19:00-「あいぜっちゅーの伊豆っていいよね」を担当。
  - 小野範和 - 小野登志子の子息。2021年10月31日投開票の第49回衆議院議員総選挙に立憲民主党から立候補するも、落選した。「Norikazu温（ほっと）LINE」→「モクモク温（ほっと）LINE」。